# Erhebung (Empirie)
Als Erhebung bezeichnet man das Sammeln und Auswerten von Daten (Datenerhebung) in der amtlichen Statistik (beispielsweise des Bundes, der Länder und Gemeinden in Deutschland), der  Wirtschafts- und Sozialstatistik, der empirischen Sozialforschung und der Meinungs-, Wahl- oder Marktforschung. Bei einer Erhebung müssen die Daten nicht erst erzeugt werden, wie bei einem Experiment, bei dem zuerst eine experimentelle Situation hergestellt werden muss, bevor die Daten gemessen werden können. Im Bereich der Medizin spricht man eher von  Studien als von Erhebungen. Dabei mischen sich oft die Aspekte des Sammeln vorhandener Daten und der Herbeiführung einer experimentellen Untersuchungssituation.
Durch die (Daten-)Erhebung sollen die Ausprägungen eines zu untersuchenden Gegenstandes statistisch dargestellt werden. (Beispiel: Erhebung des Wahlverhaltens einer kleinen Gruppe von wahlberechtigten Personen, um die Lage der Parteien vor der Wahl festzustellen (Wahlumfrage)).
Erhebungen können schriftlich, mündlich (auch telefonisch) oder durch Beobachtungen erfolgen.
Man unterscheidet zwischen drei Erhebungsarten:
- der primärstatistischen Erhebung (auch Primärstatistik, Primärerhebung), die nur zu diesem Zweck der Erhebung neue Daten sammelt
- der sekundärstatistischen Erhebung (auch Sekundärstatistik, Sekundärerhebung), die lediglich bereits vorbestehende Daten für ein neues Analyseziel nutzt[2][3]
- der tertiärstatistischen Erhebung, wenn nur noch komprimierte Daten, etwa in Form von Mittelwerten, zur Verfügung stehen.[1]

Außerdem wird zwischen Vollerhebung (auch Grunderhebung) und Teilerhebung unterschieden. Dabei kommt es zur Untersuchung einer Grundgesamtheit, die die ganze zu befragende Masse darstellt (bei Wahlumfragen z. B. alle Wahlberechtigten in einer bestimmten festgelegten Altersgruppe, oder beispielsweise nur das Wahlverhalten von Frauen etc.). Eine spezielle Form der Teilerhebung ist die Stichprobenerhebung. Dabei wird der Grundgesamtheit ein Teil, die sogenannte Stichprobe, entnommen, z. B. mit einer Zufallsauswahl, und nur von den Beobachtungseinheiten in der Stichprobe werden Daten erhoben. Dabei verfolgt man das Ziel, nach bestimmten statistischen Kriterien das Verhalten der ganzen Gruppe zu ermitteln. In der Regel sind Stichproben kostengünstiger, weniger aufwändig und nicht so fehleranfällig.
Datenerhebungen unterscheiden sich auch hinsichtlich ihrer Bandbreite. Die Bandbreite eines Datenerhebungsverfahrens ist die Datenmenge, die das Verfahren als Endergebnis liefert. Breitbandinstrumente (z. B. freies Interview) sind zur Hypothesengewinnung geeignet, während Schmalbandinstrumente (z. B. Konzentrationstest) eher der Hypothesenprüfung dienen.
Wissenschaftliche Arbeiten stützen sich häufig auf die Verwendung von empirischem Material. Anhand dieses Materials ist es zugleich möglich, die Aktualität bestehender Erkenntnisse zu überprüfen oder festzustellen, ob es notwendig ist, neue Studien durchzuführen, um Ergebnisse dann im Sinne eines kritischen Vergleiches denen aus den bisherigen empirischen Studien gegenüberzustellen.